# UCF Knights football
La squadra di football degli UCF Knights rappresenta l'Università della Florida Centrale. I Knights competono nella Football Bowl Subdivision (FBS) della National Collegiate Athletics Association (NCAA) e nella Big 12 Conference. Fondata nel 1979, la squadra ha vinto sei titoli di conference e sei di division.

## Titoli nazionali
Sotto la direzione del capo-allenatore Scott Frost, la squadra nel 2017 ebbe una stagione perfetta, terminata con un record di 13-0. I Knights non furono selezionati per partecipare ai College Football Playoff, chiudendo invece la loro annata con una vittoria nel giorno di capodanno nel Peach Bowl sugli Auburn Tigers numero 7 della classifica. Il 7 gennaio 2018, il giorno prima della finale di campionato CFP, il direttore atletico di UCF Danny White affermò che UCF avrebbe reclamato il titolo nazionale del 2017, appeso lo stendardo del titolo allo stadio e tenuto una parata per i festeggiamenti.
Il 9 gennaio 2018 il Colley Matrix, un algoritmo utilizzato in precedenza per le classifiche computerizzate BCS, classificò UCF al primo posto. Tutti gli altri maggiori selezionatori riconosciuti dalla NCAA proclamarono Alabama come loro campione nazionale 2017. Il registro ufficiale della NCAA classifica UCF sotto la sezione "Final National Poll Leaders" ma la NCAA riserva il termine di "campioni nazionali" per le squadre selezionate come campioni da uno dei quattro sondaggi principali (AP, allenatori, National Football Foundation e Football Writers Association of America) o ai vincitori del BCS o dei College Football Playoff e ha inserito un'avvertenza accanto al nome di UFC che afferma che dal 2014 "i College Football Playoff [sono stati] utilizzati per determinare il campione nazionale FBS". Mentre storicamente non è insolito per alcuni sondaggi scegliere un campione diverso da quello BCS o CFP, UCF è l'unica squadra che reclama attivamente un titolo nazionale che non è stato assegnato da BCS/CFP o dall'Associated Press nell'era BCS, cosa che è stata criticata dai media nazionali, dai tifosi e persino dal capo-allenatore Scott Frost.
| Stagione | Conference   | Allen.      | Selettore     | Record tot. | Record conf. | Bowl       | Avv.   | Ris.    |
| -------- | ------------ | ----------- | ------------- | ----------- | ------------ | ---------- | ------ | ------- |
| 2017     | The American | Scott Frost | Colley Matrix | 13–0        | 8–0          | Peach Bowl | Auburn | V 34–27 |

## Finalisti dell'Heisman Trophy
I quarterback Daunte Culpepper e McKenzie Milton e il running back Kevin Smith sono gli unici giocatori dei Knights ad avere terminato tra i primi dieci nelle votazioni dell'Heisman Trophy.
| Anno | Giocatore        | Ruolo | Pos. |
| ---- | ---------------- | ----- | ---- |
| 1998 | Daunte Culpepper | QB    | 6º   |
| 2007 | Kevin Smith      | RB    | 8º   |
| 2017 | McKenzie Milton  | QB    | 8º   |
| 2018 | McKenzie Milton  | QB    | 6º   |